# تاکیون (کمیک)
تاکیون (به انگلیسی: Takion) با نام اصلی جاشوا ساندرز، یک شخصیت خیالی ابرقهرمان در کتاب‌های کامیک آمریکایی منتشر شده توسط دی‌سی کامیکس است. این شخصیت توسط پال کاپنبرگ و آرون لوپرستی خلق شده است، و اولین بار در ژوئن سال ۱۹۹۶ در مجموعه کمیکی به همین نام که ۷ شماره ادامه داشت، ظاهر شد.
جاشوا ساندرز روان‌شناسی نابینا بود که هایفادر از سیارهٔ نیو جنسیس به او توانایی کنترل منبع (سورس) را داده و به او دستور داده تا آن را در صورت نیاز پاکسازی کند. ساندرز از این موضوع بی‌خبر بود که هایفادر همچنین قصد داشت او را در زمان مرگش به عنوان یک آواتار برای احیای خود به کار گیرد. او همچنین به آگاهی کیهانی دست می‌یابد، اما با آن دست و پنجه نرم می‌کند و مغزش را تحت چالش قرار می‌دهد تا اینکه مدتی را در فضا می‌گذراند تا بر این ضعف خود غلبه کند.
بعدها، پس از کشته شدن ایزایا توسط آرس در رویداد جنسیس و امتناع مستر میراکل از جایگزینی او، تاکیون به عنوان هایفادر جدید انتخاب می‌شود. با این حال، ایزایا به عنوان یک روح در سورس زنده می‌ماند و تاکیون را تسخیر می‌کند تا سوپرتاون را احیا کند.